# سکرخوو
سکرخوو (به لاتین: Skrchov) یک منطقهٔ مسکونی در جمهوری چک است که در ناحیه بلانسکو واقع شده‌است. سکرخوو ۲٫۱۱ کیلومتر مربع مساحت و ۱۰۳ نفر جمعیت دارد و ۳۴۳ متر بالاتر از سطح دریا واقع شده‌است.